# Vliegende aas
Een aas is een jachtvlieger die een aanzienlijk aantal vijandige toestellen neergehaald heeft. Het gaat meestal om vijf of meer toestellen. De term is in deze betekenis in gebruik gekomen in navolging van het Franse as. 'Vliegende aas' is een letterlijke vertaling van het Engelse flying ace. De term wordt in het Nederlands weinig gebruikt.

## Herkomst
Het begrip is ontstaan in de Eerste Wereldoorlog, toen Franse kranten berichtten over tweede luitenant Adolphe Pégoud (1889-1915), die vijf Duitse vliegtuigen had neergehaald. Ze gebruikten voor deze prestatie het Franse woord voor de aas van het kaartspel, l'as, dat al vóór de oorlog in gebruik was voor exceptionele sporters.
In Duitsland lag de eis hoger. Voor acht (later zestien) neergehaalde vliegtuigen werd daar de ridderorde Pour le Mérite toegekend. De aas der azen' was ritmeester Manfred von Richthofen (1892-1918), beter bekend als de 'Rode Baron' (eveneens een uit het Engels overgenomen term). In de Eerste Wereldoorlog wist Von Richthofen tussen 17 september 1916 en 21 april 1918 tachtig vijandelijke vliegtuigen neer te halen, waardoor hij de beroemdste gevechtspiloot van zijn tijd werd. Andere bekende onderscheiden gevechtspiloten waren Ernst Udet en Hermann Göring, die later een rol zou spelen in de NSDAP en het nazi-regime.

## Galerij

### Vliegende azen uit WO I

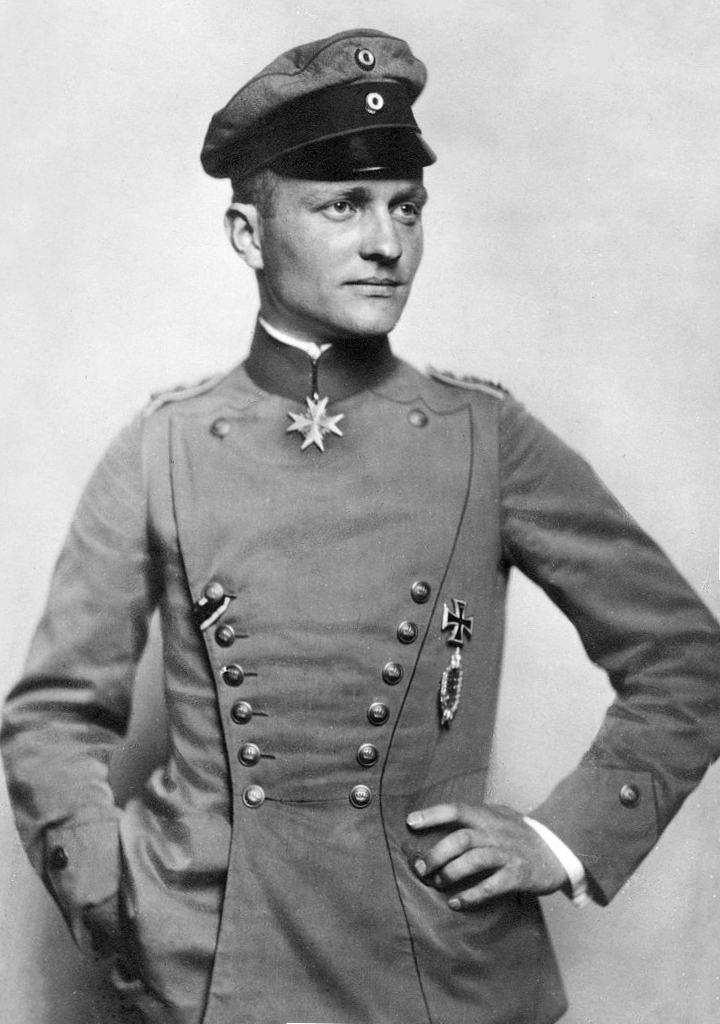
Manfred von Richthofen 80 overwinningen
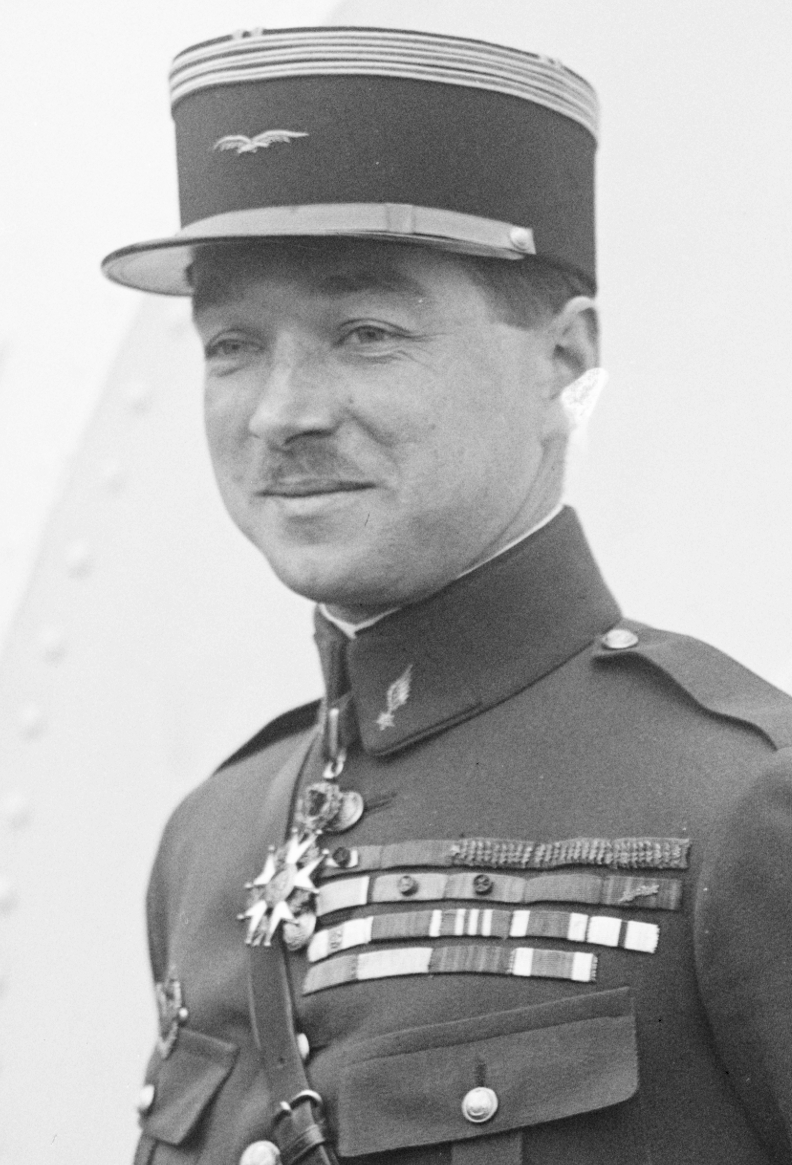
René Fonck 75 overwinningen
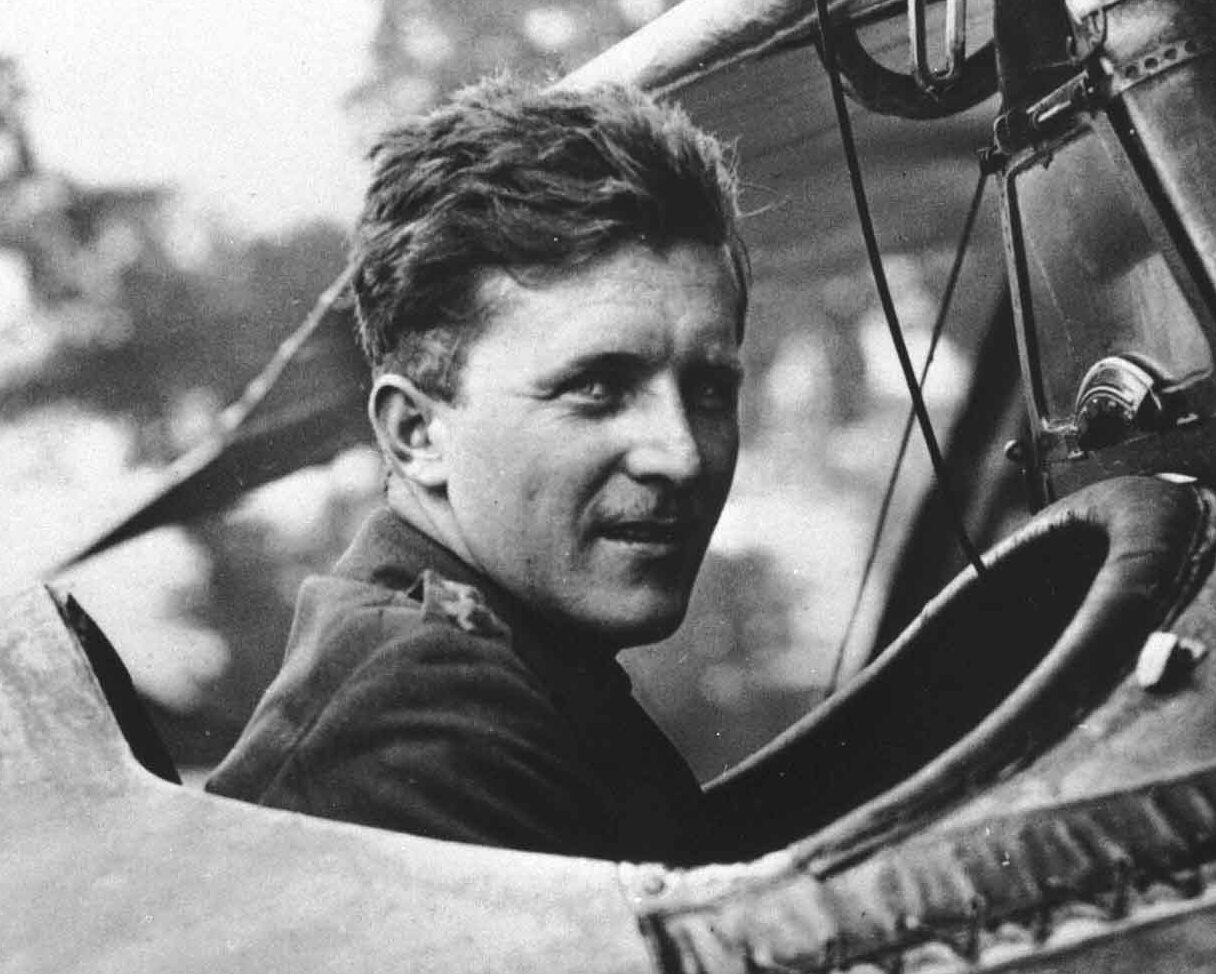
Billy Bishop 72 overwinningen
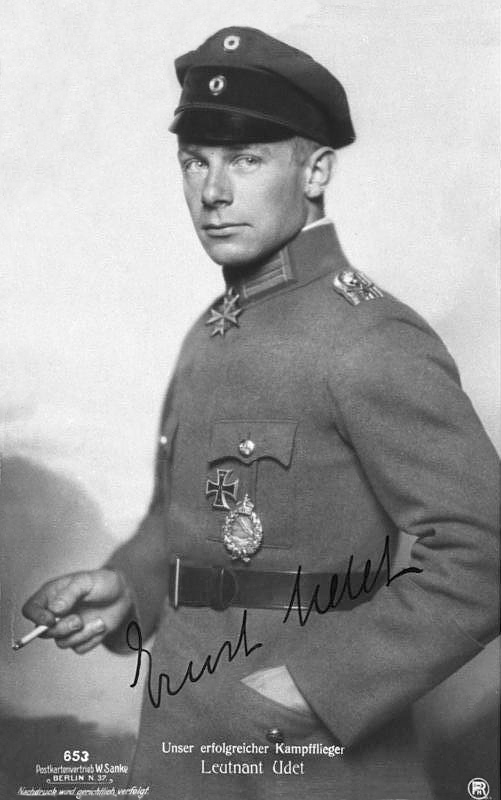
Ernst Udet 62 overwinningen
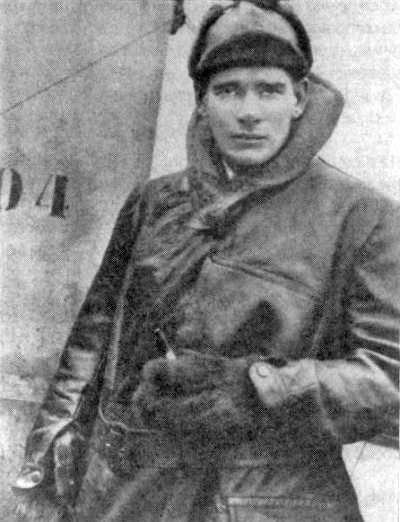
Edward Mannock 61 overwinningen

## Noot
1. ↑  Woordenboek der Nederlandsche Taal, AasII